# Касадос, Рене
Рене Касадос (исп. Rene Casados) (21 октября 1961, Тамалин, штат Веракрус, Мексика) — известный мексиканский актёр театра и кино, телеведущий. Имеет степень бакалавра в области политических наук и управления, выпускник университета национального самоуправления в Мехико.

## Биография
Родился 21 октября 1961 года в мексиканском городе Тамалин, Веракрус. С детства увлекался кинематографом и вскоре, в 16-ти летнем возрасте был приглашен в кино. С тех пор актер принимает участие в 36 киноработах, включая различные сериалы. Помимо карьеры в кино работал в телевидении.

### Популярность в зарубежных странах
Некоторые мексиканские сериалы с его участием прошли за пределами Мексики:

#### Грузия
У граждан Грузии актер запомнился по ролям Фернандо Хоакина Браво (Обними меня крепче), Бруно Мендисабаля (Мачеха) и Падре Тадео (Огонь в крови).

#### Россия
У Россиян актер запомнился по ролям Флавио Санета (Золотая клетка) и Бруно Мендисабаля (Мачеха). Также запомнился по эпизодической роли в сериале Истинная любовь.

### Личная жизнь
Женат на Росе Адриане Охеда, у пары двое детей.

## Фильмография

### Сериалы

#### Свыше 2-х сезонов
- 2008-по с.д — Женщины-убийцы (3 сезона) — Эдуардо.

#### Televisa
- 1979 — Девушка из предместья — Эрнесто.
- 1996 — Зажжёный факел — Агустин де Итурбиде.
- 1997 — Золотая клетка[исп.] — Флавио Санет.
- 1998 — Драгоценная[англ.] — Гран Сабу.
- 1998 — Анхела — Альфонсо Молина.
- 1999—2000 — Три женщины — Леонардо Маркос.
- 2000 — Рамона — Ангус О’Файл.
- 2000-01 — Обними меня крепче — Фернандо Хоакин Браво.
- 2001 — Мария Белен — Хорхе.
- 2002-03 — Класс 406[англ.] — Маноло Сайтано Сатасус.
- 2003 — Истинная любовь
- 2004 — Мой грех - в любви к тебе — Хуан Карлос Ореллана.
- 2004 — Сердца на пределе — Данте Ласалфари.
- 2005-07 — Мачеха — Бруно Мендисабаль.
- 2006-07 — Жестокий мир — Николас.
- 2007-08 — Огонь в крови — Падре Тадео.
- 2009 — Дикое сердце — Ноэль Видаль.
- 2010-11 — Когда я влюблён — Гонсало Монтеррубио.
- 2012 — Бездна страсти — Падре Гуадалупе.
- 2013 — Буря — Клаудио.
- 2014-15 — Моё сердце твоё — Бруно Ромеро.

### Фильмы

#### Художественные
- 1978 — Педро Парамо — Мигель Парамо.
- 2007 — Лучше что Габриэла не умерла — Абигаил.

#### Документальные
- 1995—2007 — Другая роль
- 2005 — То, что не вошло в церемонию премии TVyNovelas

## Театральные работы
- 1988 — Аборт поёт на жизнь
- 2003 — Большой музыкальный

## Телепередачи
- 1982-87 — XE-TU (не переводится)
- 1998—2000 — Picardia Mexicana (не переводится)
- 2005 — Танцы на снах

## Награды и премии

### TVyNovelas
- 2006 — Лучший ведущий актёр — Мачеха — проигрыш.
- 2009 — Лучший ведущий актёр — Огонь в крови — проигрыш.
- 2011 — Лучший ведущий актёр — Когда я влюблён — проигрыш.

### Premios ACE
- 2006 — Лучшая мужская роль — Мачеха — ПОБЕДА.